# 岡村輝一
岡村 輝一（おかむら てるいち、1948年5月27日 - ）は、大阪府出身の元体操選手でのちに指導者。日本体育大学-紀陽銀行。1972年ミュンヘンオリンピック体操男子団体金メダリスト。同個人総合では11位だった。

## 成績
- 1970年 トリノユニバーシアード（イタリア）団体総合、個人総合金メダル
- 1972年 ミュンヘンオリンピック（西ドイツ）団体総合金メダル
- 1978年 アジア大会（バンコク）団体総合銀メダル